# Посланці вічності
«Посланці вічності» (рос. «Посланники вечности») — радянський художній фільм 1970 року, знятий на кіностудії «Мосфільм».

## Синопсис
Вченому-мистецтвознавцю князю Оленському, директору Ермітажу, волею обставин випадає місія зберегти для Росії колекцію музею в жовтневі дні 1917 року.

## У ролях
- Іван Лапиков — Дмитро Оленський
- Юрій Каюров — Володимир Ілліч Ленін
- Родіон Александров — Анатолій Васильович Луначарський
- Володимир Мащенко — епізод
- Олександр Гай — Фелікс Едмундович Дзержинський
- Володимир Татосов — Яків Михайлович Свердлов
- Андро Кобаладзе — Йосип Віссаріонович Сталін
- Ростислав Стрельцов — епізод
- Микола Крюков — Микола Ілліч Подвойський
- Олександр Бєлоусов — Антонов-Овсієнко
- Геннадій Морозов — епізод
- Геннадій Юхтін — Долматов, матрос
- Микола Трофімов — Сергій Нікітін
- Всеволод Сафонов — міністр внутрішніх справ
- Галина Андрєєва — княгиня Оленська
- Володимир Корецький — Керенський
- Лев Поляков — капітан
- Леонід Іудов — епізод
- Володимир Ємельянов — міністр
- Леонід Елінсон — епізод
- Сергій Кулагін — епізод
- Микола Єрофєєв — епізод
- Володимир Бєлокуров — міністр
- Микола Неронов — епізод
- Леонід Бєлозорович — епізод
- Валентин Брилєєв — епізод
- Майя Булгакова — унтер-офіцер жіночого батальйону
- Олександр Дегтяр — епізод
- Володимир Маренков — епізод
- Юрій Мартинов — епізод
- Володимир Мишкін — моряк
- Герман Полосков — епізод
- Петро Савін — солдат
- Георгій Шевцов — епізод
- Дальвін Щербаков — Орлов
- Поліна Лобачевська — епізод
- Віктор Волков — матрос
- Валеріан Виноградов — епізод
- Валентин Абрамов — епізод
- Ігор Безяєв — міністр
- В'ячеслав Гостинський — більярдист
- Володимир Ліппарт — епізод
- Микола Сморчков — матрос
- Манефа Соболевська — епізод
- Володимир Козейкин — епізод
- Олександр Лук'янов — епізод
- Вільям Рощін — епізод
- Костянтин Саринін — епізод
- Володимир Козєлков — юнкер
- Володимир Цоппі — аристократ в колясці

## Знімальна група
- Режисер — Теодор Вульфович
- Сценарист — Георгій Мдівані
- Оператор — Федір Добронравов
- Композитор — Дмитро Шостакович
- Художник — Геннадій М'ясников